# لوری مور (بازیکن بسکتبال)
لوری مور (انگلیسی: Loree Moore؛ زادهٔ ۲۱ مارس ۱۹۸۳) بازیکن بسکتبال اهل ایالات متحده آمریکا است.
وی در مسابقات کشوری و بین‌المللی در مجموع برندهٔ ۱ مدال طلا، ۱ مدال نقره، ۱ مدال برنز شده‌است.